# Bugatti
La Bugatti è una casa automobilistica francese, nota principalmente per le sue vetture sportive nonché per quelle da corsa d'anteguerra.
Fondata nel 1909 dall'emigrato italiano Ettore Bugatti, cessò inizialmente le sue attività nel 1963. Nel 1987 i diritti del marchio vennero acquistati da Romano Artioli, che ne riprese la produzione costituendo la società italiana Bugatti Automobili, la quale nel 1995 cessò a sua volta ogni attività. Nel 1998 Bugatti diventò un marchio del gruppo tedesco Volkswagen Aktiengesellschaft, che organizzò ad hoc una società finanziaria denominata Bugatti Automobiles. Nel 2021 l'azienda diventa parte di Bugatti Rimac, ossia una joint venture tra la croata Rimac Automobili e Porsche, marchio del gruppo Volkswagen.

## Storia

### Prima della Bugatti (1899-1909)

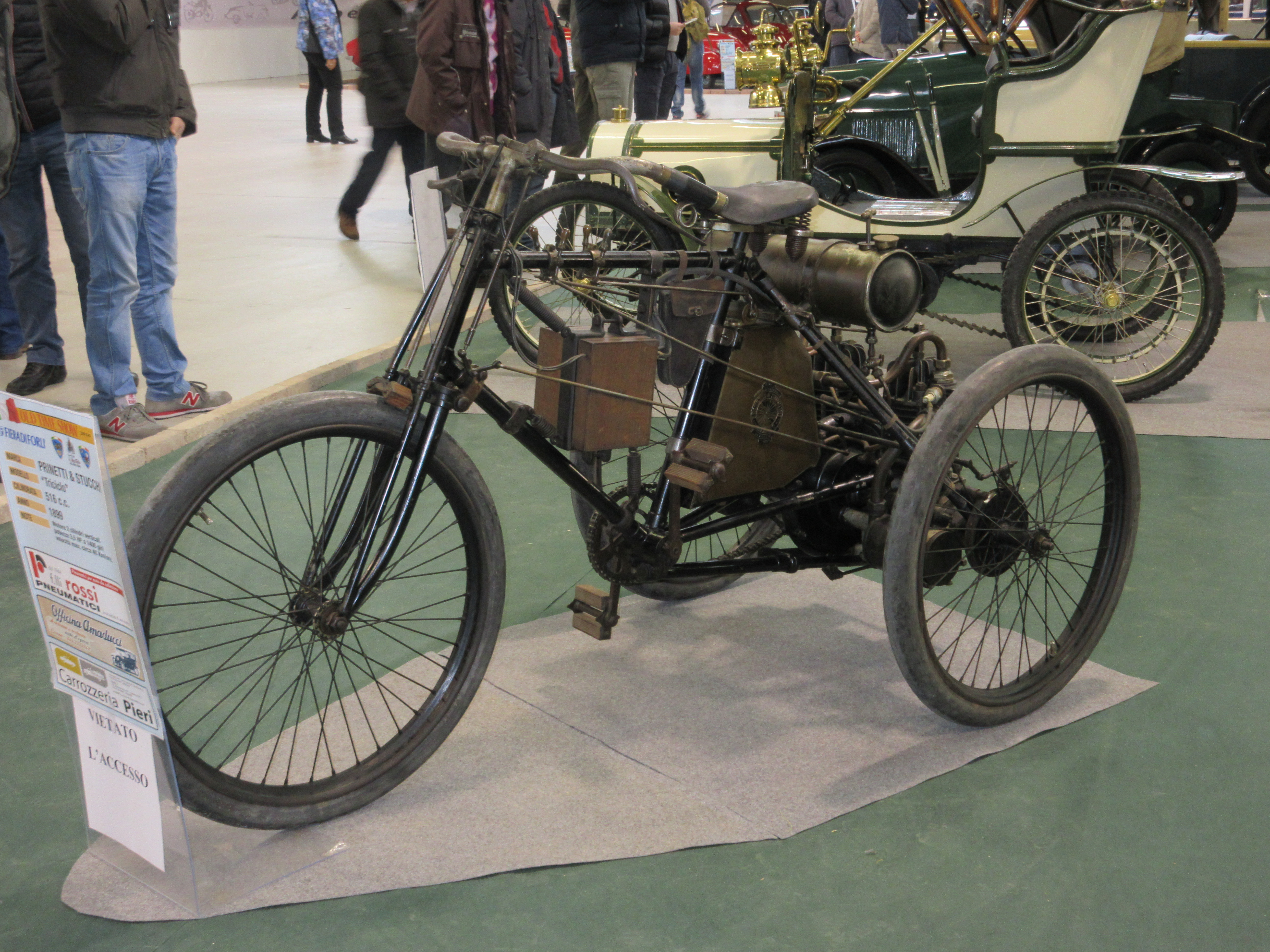
Un triciclo Prinetti & Stucchi: con un triciclo come questo Ettore Bugatti cominciò la sua attività nel campo della costruzione di vetture

Ettore Bugatti iniziò la produzione di tricicli a motore nel 1899 presso la Prinetti & Stucchi di Milano, un'azienda attiva nella produzione di biciclette e macchine per cucire; infatti produsse un triciclo dotato di un motore della potenza di 4 CV, che venne impiegato anche nelle competizioni, in particolare nella Verona-Brescia-Mantova-Brescia e nella Nizza-Castellane: in ambedue i casi il triciclo, pilotato sempre da Bugatti, riuscì a vincere.
L'eco degli exploit sportivi del triciclo Prinetti & Stucchi realizzato da Ettore Bugatti non tardò a diffondersi: Bugatti, nel frattempo, aveva lasciato la Prinetti & Stucchi per aprire una propria officina in cui stava provando a costruire un'autovettura, anche se gli investimenti da stanziare si rivelarono notevoli. Per sua fortuna, trovò il supporto finanziario del padre Carlo, ma soprattutto di due ricchi finanziatori di Ferrara, i conti Gian Oberto e Olao Gulinelli. Presso il loro palazzo, in pieno centro della città emiliana, venne stipulato un contratto che nel 1900 permise a Ettore Bugatti, ancora diciannovenne, di realizzare una nuova vettura, denominata ufficiosamente Tipo 2 (o anche Bugatti-Gulinelli Tipo 2), una vettura votata al lusso più che all'impiego in campo sportivo. Nonostante l'impostazione lussuosa, un esemplare di Type 2 vinse il Gran Premio di Milano del 1901, permettendo a Ettore di essere notato dall'alsaziano de Dietrich.
Negli anni successivi, il giovane aspirante costruttore strinse contatti con la De Dietrich, un'azienda metallurgica alsaziana che da pochi anni si era lanciata nel settore automobilistico. Alle dipendenze della De Dietrich vennero realizzati altri due modelli, dopodiché vi furono altre collaborazioni assieme alla Mathis e alla Deutz, con le quali Ettore Bugatti realizzò altri quattro modelli, più un quinto modello costruito per conto suo nel garage di casa. Proprio questo modello, noto come Type 10, pur molto spartano, era dotato di soluzioni tecniche all'avanguardia, prima fra tutte la distribuzione ad asse a camme in testa. Furono gli ultimi modelli non direttamente connessi alla produzione automobilistica Bugatti, quelli che portarono il giovane Bugatti alla vigilia della nascita della sua azienda.

### Fondazione dell'Automobiles Ettore Bugatti

#### I primi anni del marchio Bugatti (1909-1914)
Fu quindi nel 1909 che Ettore Bugatti fondò l'Automobiles Ettore Bugatti, la cui produzione automobilistica sarebbe stata basata su alcuni punti fondamentali: oltre ai già citati concetti di lusso e sportività, il suo concetto di autovettura ideale doveva sposare anche caratteristiche come l'eleganza, la potenza, la leggerezza e la velocità. Nessun compromesso, anche se questo avrebbe dovuto giocoforza andare contro quei primi concetti di democratizzazione dell'automobile introdotti per primi dall'americano Henry Ford per la sua produzione automobilistica d'oltreoceano. Non una vettura popolare, quindi, ma perfetta in ogni sua parte. La fabbrica Bugatti fu ubicata a Molsheim, in Alsazia, dove l'imprenditore milanese si era trasferito già dal 1902 per lavorare alle dipendenze della De Dietrich. Come sede operativa venne scelta un'ex-tintoria industriale, che il giovane Bugatti acquistò con l'appoggio finanziario del banchiere Augustine de Vizcaya. Il territorio della regione alsaziana, da lungo tempo conteso tra Francia e Germania, apparteneva in quegli anni all'Impero tedesco, ma la Bugatti diventò francese dopo dieci anni quando l'Alsazia fu assegnata allo Stato francese, essendo tale regione passata al Paese transalpino nel 1919 in séguito al Trattato di Versailles.

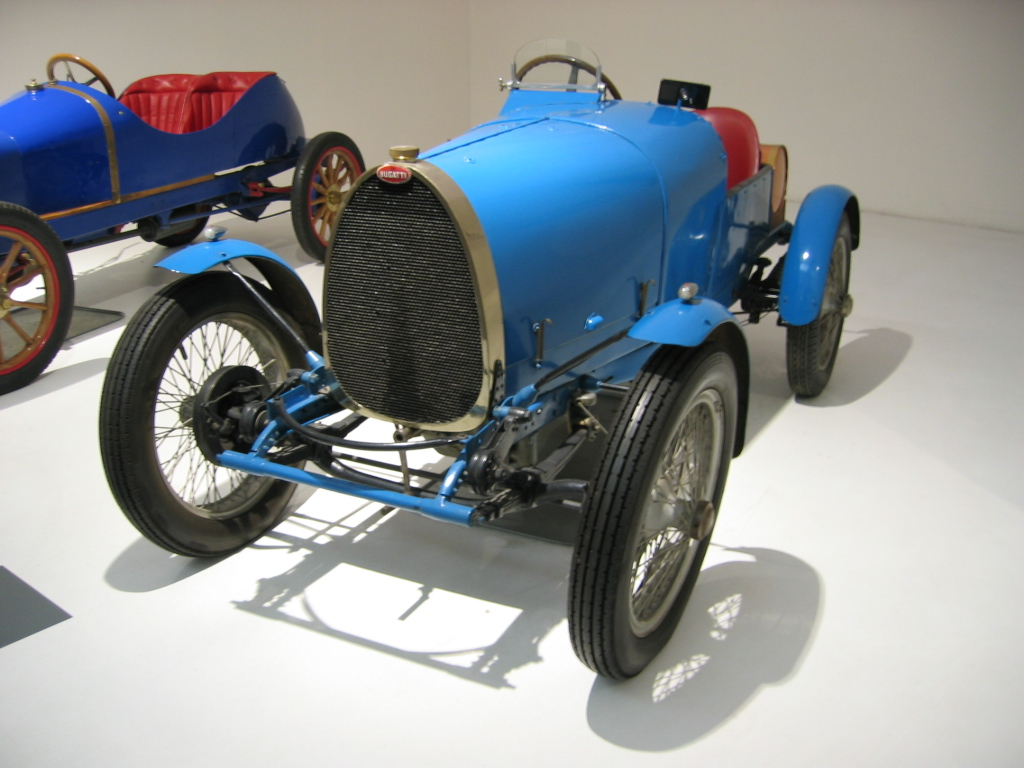
La Tipo 13 del 1910, la prima vettura della storia Bugatti: si noti il radiatore a ferro di cavallo, uno dei marchi di fabbrica della Casa

La nascita della Bugatti avvenne anche con il suo patron Ettore che ancora portava nel cuore il ricordo e la gratitudine verso i conti Gulinelli, che fra l'altro erano due noti proprietari terrieri che allevavano purosangue nella loro immensa tenuta. Il tema del purosangue rimarrà molto caro a Ettore Bugatti, perché verrà da lui tradotto in chiave automobilistica quando arriverà a produrre i suoi modelli più raffinati. Inoltre, non fu un caso se uno dei marchi di fabbrica della Bugatti fu il radiatore a forma di ferro di cavallo. Infine, proprio nel 1909 (per la precisione il 15 gennaio), nacque uno dei figli di Ettore, che venne prontamente battezzato Gianoberto in onore di uno dei due conti, ma che per tutti diverrà noto come Jean Bugatti.
Il primo modello a recare il marchio Bugatti fu la Tipo 13, una vetturetta con carrozzeria torpedo, ma che Ettore Bugatti aveva in mente di proporre anche in versione sportiva. La Tipo 13 era molto compatta come ingombri e fu venduta inizialmente al prezzo di 7 milioni di marchi. Presentata al Salone di Parigi del 1910, la Tipo 13 catturò fin da subito l'interesse di una gran fetta di pubblico e fece da base per quasi tutta la successiva produzione Bugatti avutasi prima dell'avvento della Grande Guerra. Quasi tutta, giacché uno di questi modelli, la Tipo 16 del 1912, adottò caratteristiche simili a quelle dei modelli costruiti da Ettore Bugatti quando lavorava per la Deutz, mentre un altro, la Tipo 19, fu realizzato in collaborazione con la Peugeot. La Casa del Leone Rampante commercializzerà tale modello come Lion Peugeot BP1, altrimenti soprannominato Bébé. Le prime vetture della Casa di Molsheim furono tutte vetture ancora lontane dallo stereotipo dell'imponente e maestosa Bugatti di lusso che si avrà alla fine del decennio seguente. Ma poco importava: la Bugatti si fece comunque notare immediatamente per la bellezza delle vetture, leggere e sportive che ebbero pure buoni risultati in alcune competizioni. Nonostante ciò, per i primi trent'anni si continuò a utilizzare lo stesso schema per il telaio e si rifiutarono alcune innovazioni, tra cui la sovralimentazione (arrivata solo nel 1927) e i motori a sei cilindri, anche se nel primo dopoguerra arriveranno quasi subito dei potenti motori a 8 cilindri in linea. Quasi subito arriverà invece la distribuzione plurivalvole, una vera e propria innovazione quando nel 1914 fu pronta per il suo montaggio sotto il cofano di una Tipo 13 destinata alle competizioni. Purtroppo l'arrivo della guerra mandò a monte questo progetto.

#### Gli anni difficili della Grande Guerra

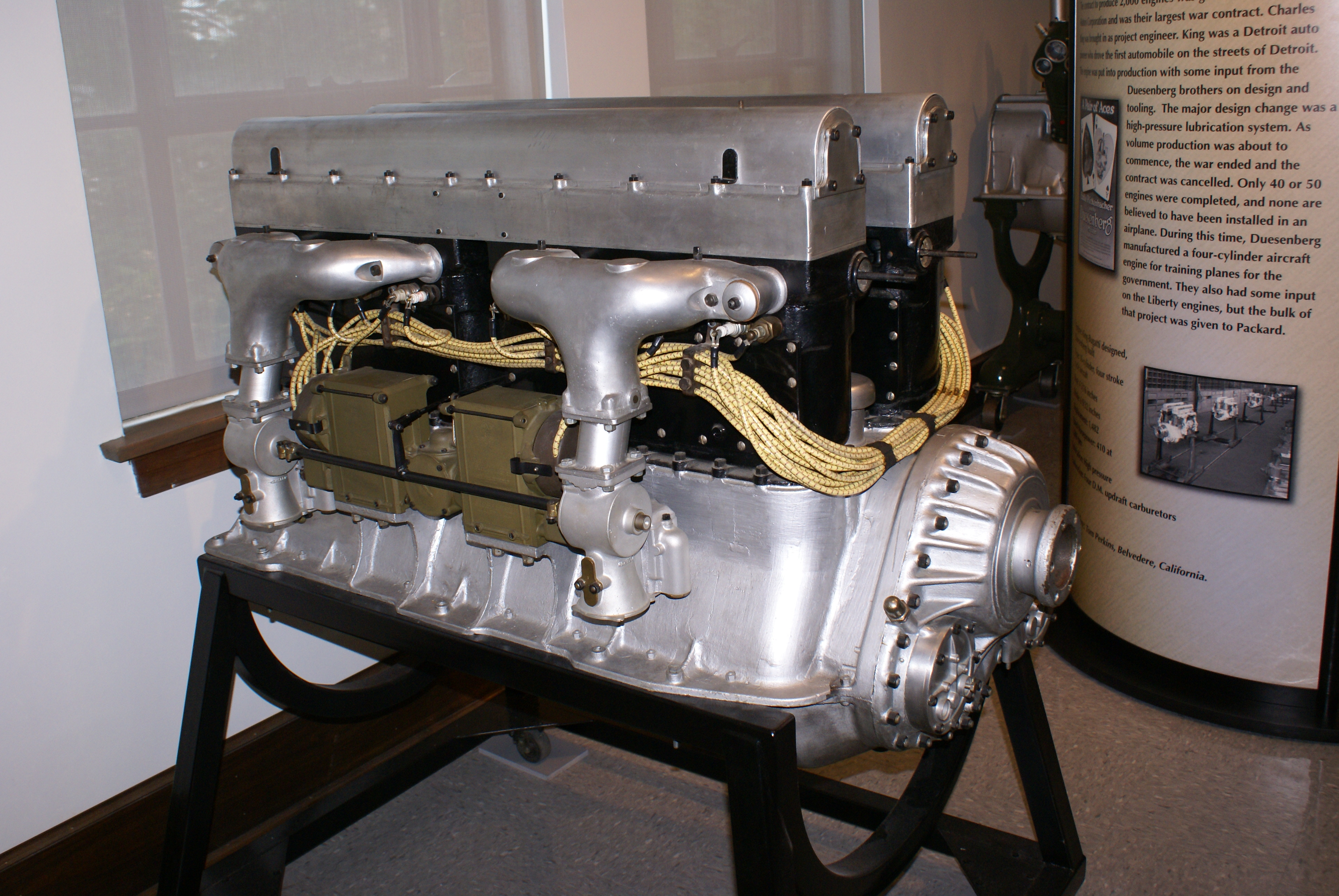
Un motore U16 Bugatti, in questo caso costruito su licenza dalla Duesenberg

Allo scoppio della prima guerra mondiale, nel luglio 1914, la famiglia Bugatti lasciò Molsheim per Milano. Per riuscirci, dovette andare nella città di Friedrichshafen, dove grazie all'aiuto del conte Ferdinand von Zeppelin (inventore del dirigibile nella locale fabbrica di sua proprietà in collaborazione con un certo Wilhelm Maybach) riuscì a entrare in Svizzera e poi in Italia. Due mesi dopo, Ettore ritornò a Molsheim assieme a suo fratello Rembrandt Bugatti per sotterrare tre motori da competizione che lo stesso Ettore e i suoi collaboratori avevano realizzato poco prima dell'arrivo della guerra. Li avvolsero in coperte e tovaglie e li nascosero sotto terra lavorando sempre di notte in modo che nessuno potesse vederli. Erano motori molto preziosi: si trattava infatti proprio di quei motori con testata a 16 valvole di cui si è parlato in precedenza. Durante la guerra, l'attività della fabbrica di Molsheim si ridusse alla produzione di motori aeronautici, in particolare di motori U-16 per equipaggiare velivoli prodotti da altre fabbriche tedesche. Per questo motivo, la Bugatti divenne uno dei bersagli strategici delle aviazioni dei paesi nemici della Germania. Non fu quindi un periodo molto facile per Ettore Bugatti, anche perché durante quegli anni il fratello Rembrandt morì suicida causando altri dolori nella famiglia Bugatti.

#### Il primo dopoguerra: ricostruzione e riavvio

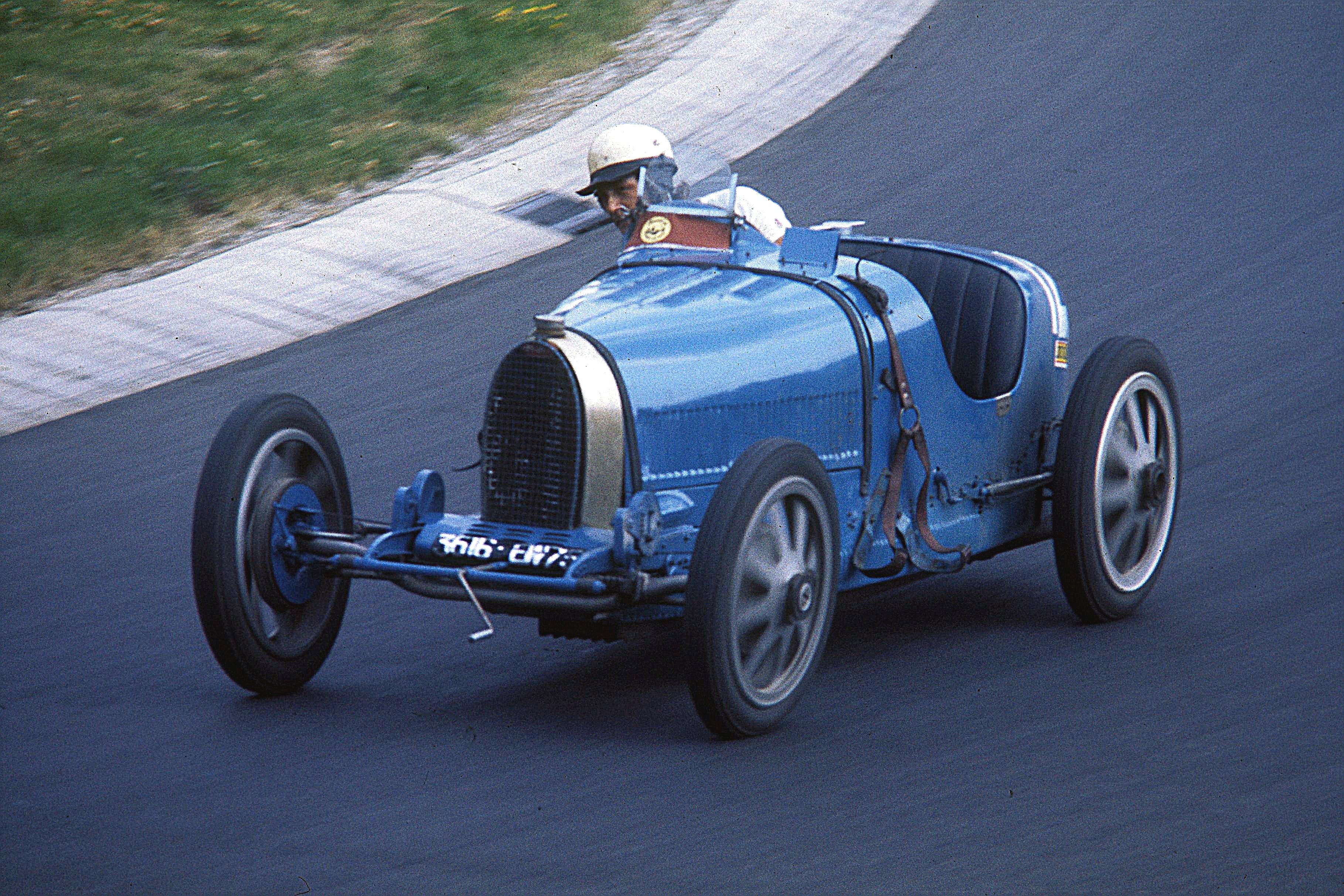
Una Tipo 35, fiore all'occhiello della Bugatti nelle competizioni sportive durante gli anni 1920

Lo scenario in cui l'azienda si venne a trovare all'indomani dell'armistizio di Compiègne fu desolante: la fabbrica Bugatti fu distrutta e mancavano i fondi per ricostruire e riavviare la produzione. Ettore Bugatti riuscì a racimolare il denaro necessario vendendo molti dei suoi brevetti ad altri costruttori. Così, per esempio, il brevetto relativo al motore aeronautico U-16 venne ceduto alla Duesenberg, nota casa automobilistica statunitense. Alla Diatto vennero vendute le licenze relative alle sospensioni cantilever e al motore a 16 valvole, come quelli che Ettore e Rembrandt Bugatti avevano sepolto qualche anno prima nel cortile di casa. E che a questo punto stavano per essere dissotterrati, visto che un altro sicuro vettore di entrate finanziarie era rappresentato dall'attività sportiva. E i motori in questione, delle unità da 1,5 litri con distribuzione bialbero in testa, furono progettati appositamente proprio per la Tipo 13, che anche dopo il conflitto continuò a venire prodotta. L'idea ebbe successo: le Tipo 13 si rivelarono imbattibili nella loro categoria durante quei primi anni 1920. In particolare, nel 1921 quattro Bugatti Tipo 13 giunsero ai primi quattro posti al Gran Premio Voiturette svoltosi sul circuito di Montichiari (BS). Le successive Bugatti dotate dello stesso motore a 16 valvole vennero denominate Brescia per commemorare questo brillante risultato sportivo. Ma Ettore Bugatti aveva in mente di sfondare anche nei veri Gran Premi, quelli che vedevano la partecipazione di vetture molto più potenti e prestigiose. Inoltre, anche la gamma di vetture stradali doveva maturare per comprendere finalmente quelle vetture d'alto rango che da sempre il patron della Casa di Molsheim, ormai divenuta francese, aveva sempre sognato.

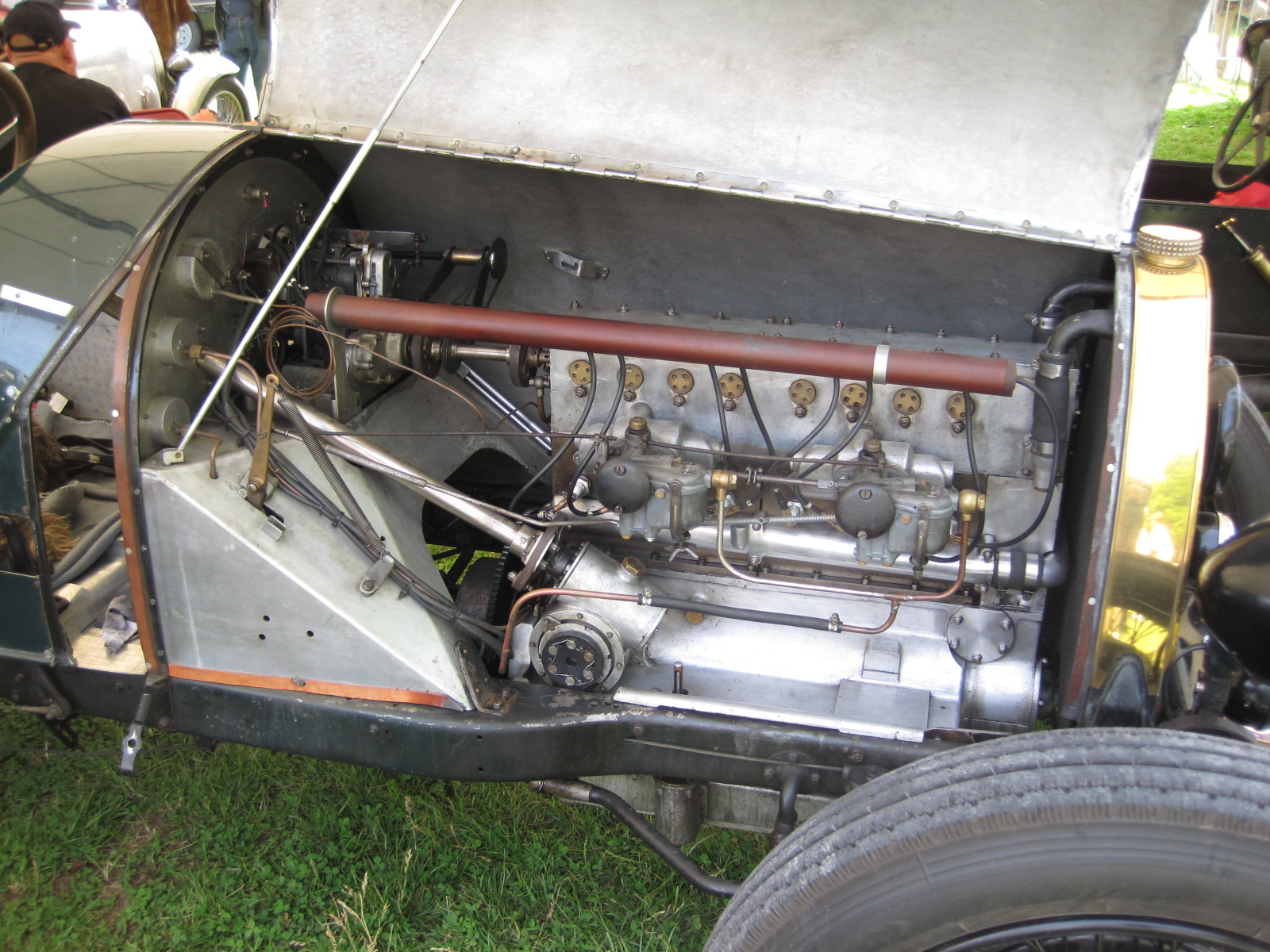
Una Tipo 30 equipaggiata con il primo motore Bugatti a 8 cilindri

Sfruttando le conoscenze acquisite durante la produzione di motori aeronautici, nel 1921 venne progettato e realizzato il primo motore Bugatti a 8 cilindri in linea un 2 litri che venne dotato di testata a 3 valvole per cilindro. Questo motore, di cui si programmò la produzione in più varianti di potenza, venne installato sotto il cofano della Tipo 30 stradale del 1922, ma soprattutto divenne famoso in campo sportivo per equipaggiare la Tipo 35, una delle vetture da Gran Premio più iconiche di sempre. Altre Bugatti impiegate nelle gare furono la Tipo 37 e la Tipo 32 con carrozzeria aerodinamica, uno dei primi esempi di applicazione estrema dell'aerodinamica in campo automobilistico. Nel 1923 la casa francese partecipò al Gran Premio di Francia a Tours, proprio con una Tipo 32 (denominata Tank, cioè carro armato proprio per la particolare conformazione della sua carrozzeria) ma le vetture presentarono gravi inconvenienti di tenuta stradale: ancora non si conoscevano gli effetti della portanza. I progetti di Ettore Bugatti per riportare la sua azienda ai consensi di appena dieci anni prima ebbero comunque l'effetto sperato, perché l'azienda tornò a crescere non solo in termini di entrate finanziarie: in pochi anni i dipendenti divennero 1 000 per raggiungere in seguito quota 1 200 e infine addirittura 1 500. Per la 500 miglia di Indianapolis, invece, si decise di schierare una Tipo 35 rimaneggiata dal progettista di aerei da caccia Becherau, ma la vettura manifestò alcuni problemi legati alla lubrificazione. I primi anni del dopoguerra furono altalenanti per quanto riguardava le competizioni: fu però dal 1925 in poi che la Bugatti iniziò a vincere regolarmente, in particolare nella Targa Florio, che dominò per quattro anni consecutivi. Nel 1926 la Bugatti vinse il Campionato del Mondo dei Grand Prix (titolo all'epoca riservato solo alle Case Costruttrici), affermandosi nei Gran Premi di Francia, Europa e Italia.

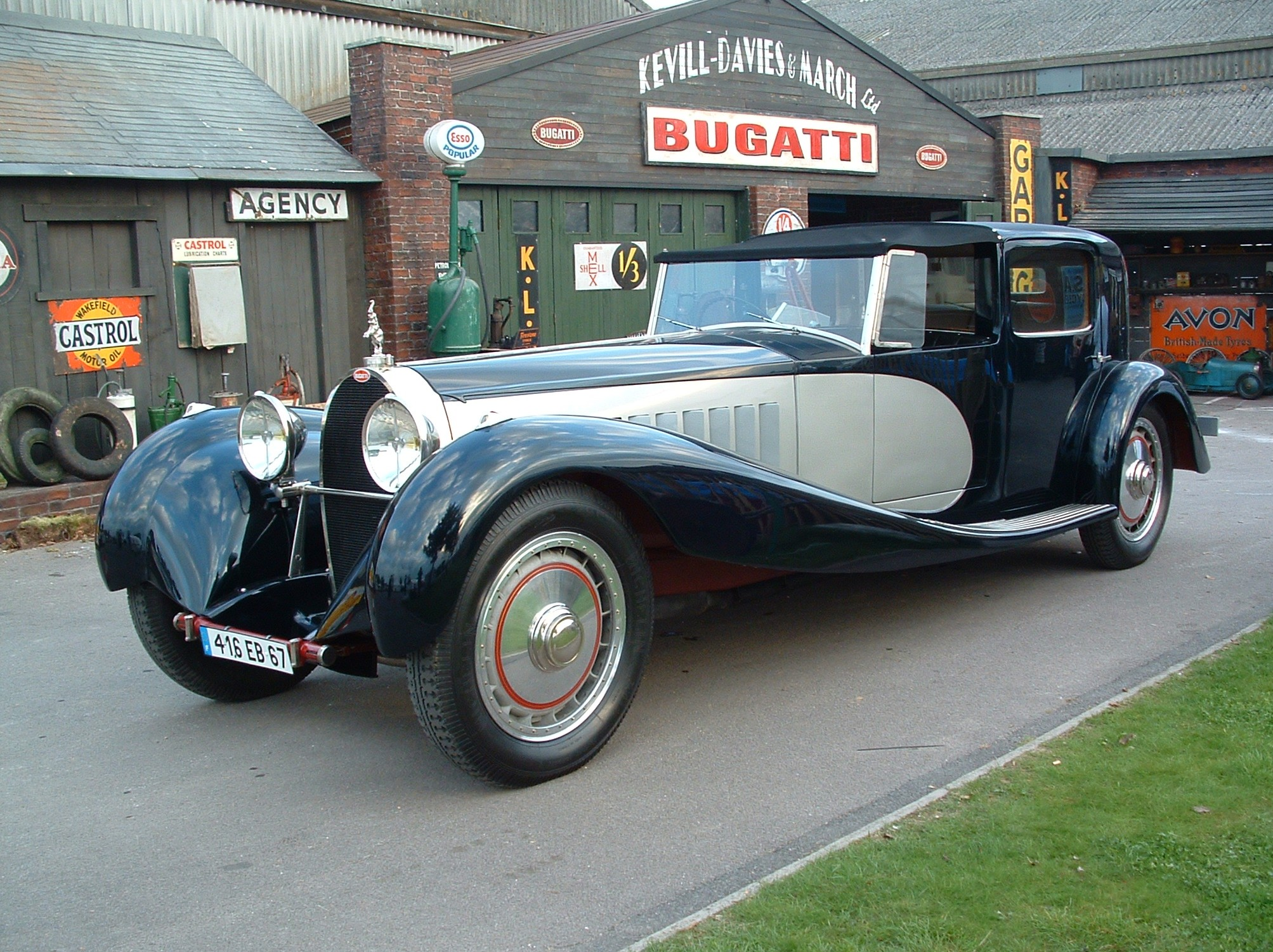
Una Type 41, vero capolavoro della produzione Bugatti

Ma ancora non si era arrivati a ciò che Ettore Bugatti aveva in mente: il vulcanico imprenditore sognava non solo grandi risultati in ambito sportivo, ma anche una gamma assai prestigiosa e arrivare dove nessun altro costruttore aveva mai osato fino a quel momento. Per questo, sempre nel 1926 lanciò sul mercato una delle più imponenti e maestose (in tutti i sensi) vetture di tutti i tempi, la Tipo 41, detta la "Royale" in quanto destinata prevalentemente a teste coronate. Il suo enorme motore da ben 12,7 litri riusciva a erogare una potenza massima di ben 200 CV. Enorme (era lunga sei metri, larga due e alta altrettanto), era caratterizzata fra l'altro da un elefantino ritto sulle zampe posteriori e posto sulla sommità del radiatore. Tale elefantino fu una riproduzione di un'opera di Rembrandt Bugatti, morto dieci anni prima, e che il fratello Ettore volle omaggiare. Ne vennero prodotti solo sei esemplari: troppo costosa persino per i più ricchi al mondo, ciò nonostante la vettura continuò a rimanere nel corso dei decenni successivi un simbolo del lusso e dell'opulenza applicati in campo automobilistico. La "Royale" fu la vettura con cui Ettore Bugatti annunciò la sua volontà di entrare di prepotenza nel settore delle vetture di gran lusso e dedicarsi quasi esclusivamente a tale segmento di mercato. Per tutto il resto degli anni 1920 continuarono comunque a venire prodotti modelli con motori 1,5 litri derivati da quello delle ultime Tipo 13 e da 2 litri derivati da quelli della Tipo 30 e della Tipo 35. Ma dopo la "Royale" vi fu l'arrivo della Tipo 44 con motore da 3 litri e in seguito, a fine decennio, venne introdotta anche la Tipo 49, detta anche Petite Royale (Piccola Royale) in quanto equipaggiata con un altro motore a 8 cilindri in linea, questa volta da 5,4 litri.

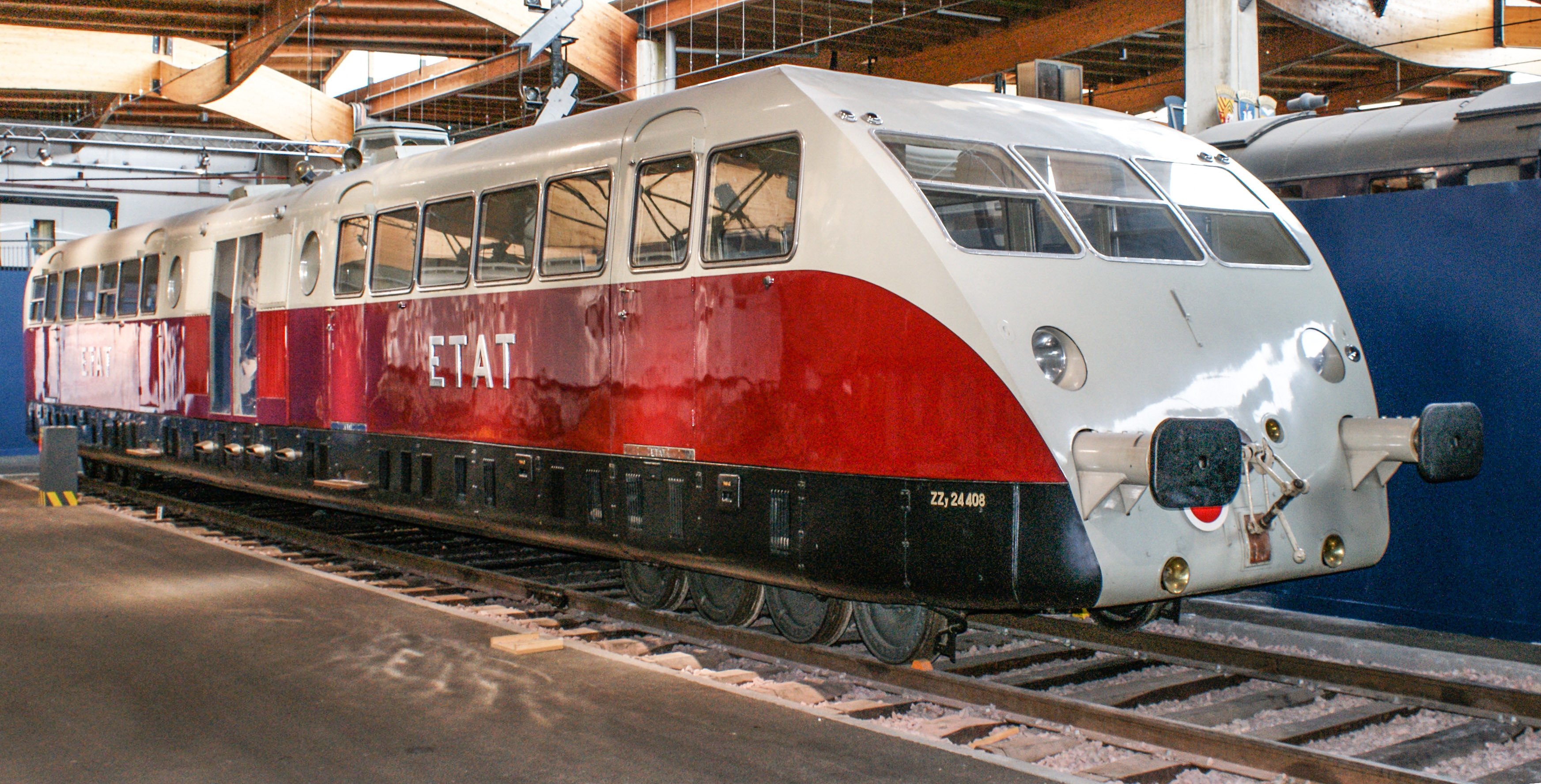
Un autotreno ferroviario WR prodotto dalla Bugatti per ripristinare lo stato di salute finanziaria della Casa

La crisi finanziaria innescatasi alla fine del 1929 non parve turbare più di tanto Ettore Bugatti, che continuò quindi con la sua produzione di auto di lusso. La gamma, ormai equipaggiata esclusivamente con motori a 8 cilindri, vedeva come modello di base la Tipo 43 con motore da 2,3 litri, mentre al vertice era presente la Tipo 50 con motore da 5 litri sovralimentato con compressore volumetrico. Tutti modelli molto apprezzati da quei pochi fortunati che ebbero la possibilità di acquistarne un esemplare. A disegnare queste eleganti vetture fu Jean Bugatti, oramai entrato in fabbrica a fianco del padre e autore anche delle successive vetture di casa Bugatti. Ma la crisi picchiò comunque duro: per evitare il tracollo, nel 1932 Ettore Bugatti dovette ricorrere a un altro exploit: riutilizzò i motori in esubero destinati inizialmente alle "Royale" per equipaggiare degli autotreni ferroviari, sempre di produzione Bugatti: ne vennero prodotti 88 e con il ricavato si riuscirono a evitare tragiche conseguenze sul piano finanziario. Questi mezzi ferroviari erano denominati WR (Wagon Rapide), ed erano caratterizzati da prestazioni eccezionali per l'epoca, basti pensare che durante una serie di collaudi raggiunsero una velocità massima di 172 km/h, con una velocità di crociera pari a 150 km/h, insomma, una sorta di treno ad alta velocità dell'epoca. L'attività sportiva continuò, anche se perse smalto: vi furono ancora numerose vittorie, ma si fecero più dispersive e limitate a singoli Gran Premi, ma non si ebbero più interi campionati vinti da vetture Bugatti. Una delle ragioni stava nelle vetture stesse, ormai tecnicamente superate. Anche la presenza di alcuni fra i migliori piloti del periodo interbellico (Achille Varzi, Jean-Pierre Wimille, Louis Chiron, Albert Divo e persino Tazio Nuvolari) non riuscirono ad andare al di là di una pur ben nutrita serie di vittorie e piazzamenti su podio.

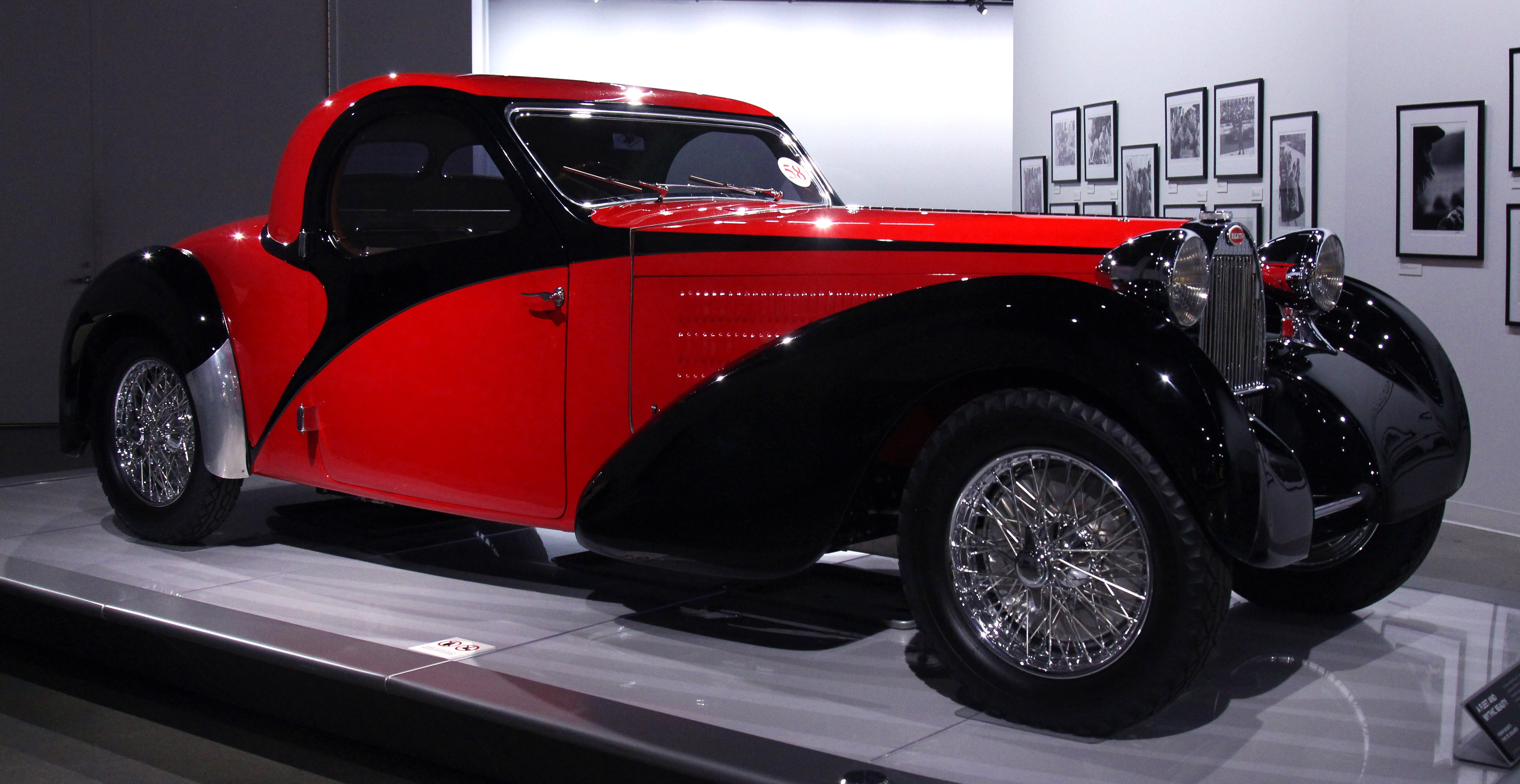
Una Tipo 57 Atalante

Intanto la casa di Molsheim lanciò sul mercato una delle più eleganti vetture del decennio, la Tipo 57, spinta da un motore da 3,3 litri, disponibile sia aspirato sia sovralimentato. La Tipo 57 venne prodotta in 685 esemplari, la maggior parte dei quali carrozzati da carrozzieri esterni (Gangloff, Vanvooren, Saoutchik, Vanden Plas, Labourdette, Graber, ecc). Altre furono invece allestite direttamente dalla Bugatti in più varianti (Atlantic, Atalante, Galibier, Ventoux, ecc). I tardi anni 1930 videro l'affermazione della Bugatti alla 24 Ore di Le Mans nelle edizioni del 1937 e del 1939. Questo periodo vide però la Casa di Molsheim cimentarsi anche in altre specialità sportive: i record di velocità aerei e acquatici. Nel primo caso realizzò un aereo in collaborazione con l'ingegnere aeronautico Louis De Monge e nel secondo caso costruì un'imbarcazione denominata Niniette che nel 1938 fu cronometrata a 136 km/h. Non mancarono però alcune notizie meno belle: nel 1937, alcune tensioni sociali portarono per la prima volta i dipendenti della Bugatti a scioperare. Seccato da tale atteggiamento, dopo aver sempre voluto mantenere un ottimo rapporto di rispetto e fiducia nei confronti dei suoi collaboratori, Ettore Bugatti lasciò le redini dell'azienda al figlio Jean. Ma tale decisione avrà purtroppo una breve durata: infatti, l'11 agosto 1939, un altro grave lutto colpì Ettore Bugatti, che perse tragicamente proprio suo figlio Jean, morto in un incidente stradale. Questo evento sancì il progressivo declino della Bugatti di Ettore Bugatti. Tre settimane dopo vi fu l'avvento della seconda guerra mondiale.

#### I neri anni della seconda guerra mondiale

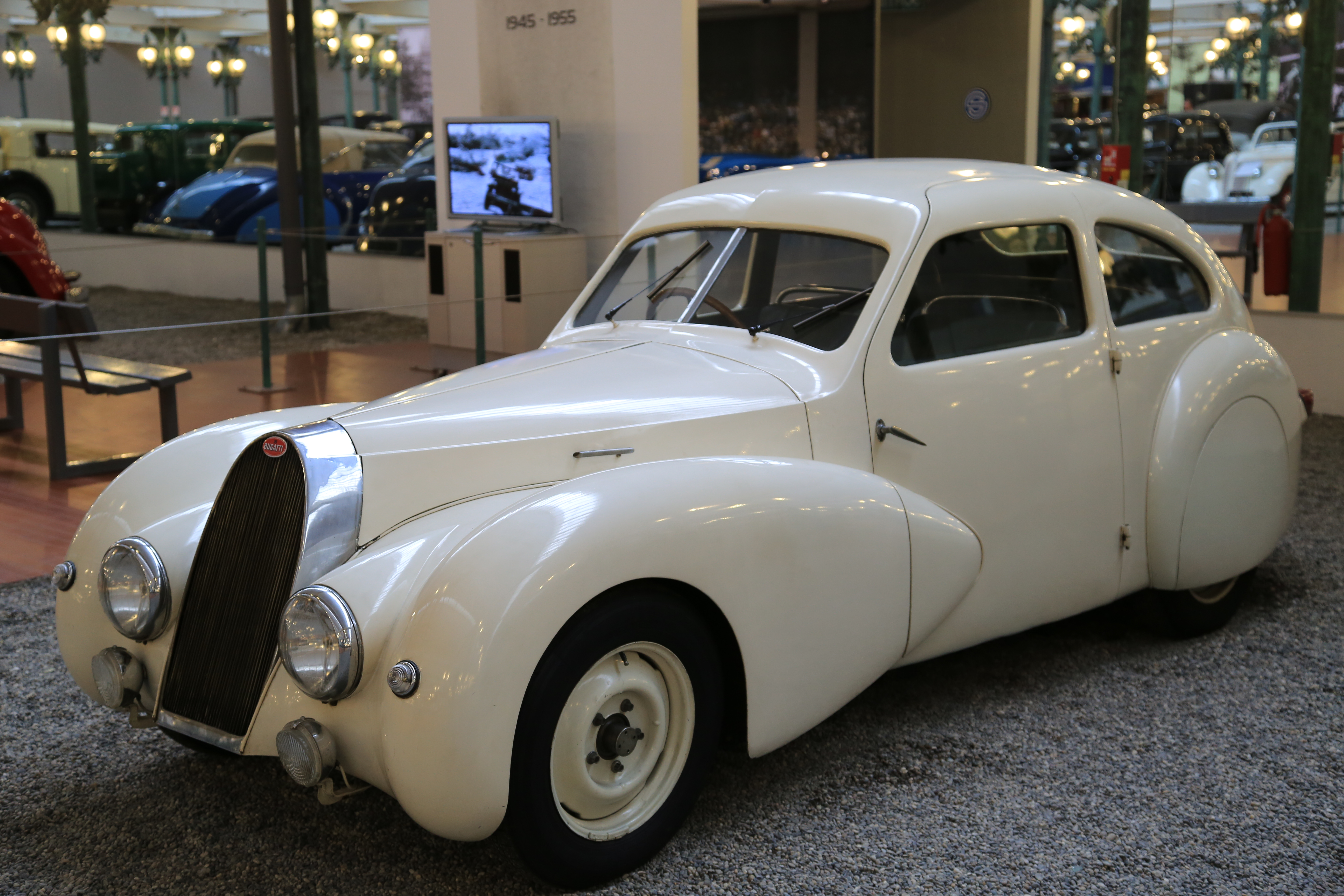
Una Tipo 73, tra i progetti di Ettore Bugatti durante la guerra, rimasti però allo stadio di prototipo

Ancora una guerra e ancora anni estremamente difficili per Ettore Bugatti e gli altri imprenditori europei coinvolti nel conflitto: il patron della casa di Molsheim pensò bene fin da subito di trasferire le sue attrezzature a Bordeaux, dove l'attività continuò grazie alle commesse militari per motori aeronautici prodotti in collaborazione con la Hispano-Suiza, fino a poco tempo prima concorrente della Bugatti e ora partner per la sopravvivenza. Tale collaborazione finì per durare pochi mesi: nel giugno 1940 la Francia capitolò, venne firmato l'armistizio con i tedeschi e nacque così la Repubblica di Vichy, uno stato fantoccio manovrato dal regime nazista. Bordeaux finì per trovarsi proprio sotto il nuovo regime e lo stabilimento Bugatti venne sequestrato dalle autorità del Terzo Reich: le attrezzature vennero trasferite nuovamente a Molsheim dove fu avviata la produzione di mezzi anfibi per la Wehrmacht contro la volontà di Ettore Bugatti. Egli venne invitato a tornare a Molsheim, ma rifiutò e rimase quindi a Bordeaux, accettando però una contropartita di 150 milioni di franchi in cambio dell'utilizzo della sua fabbrica. Ettore Bugatti fu però costretto suo malgrado a licenziare la stragrande maggioranza dei suoi dipendenti, visto che oramai ben poco si poteva fare. I numerosi operai licenziati tornarono a Molsheim e gran parte di essi, per ironia della sorte, tornò a lavorare nella fabbrica in cui avevano lavorato fino a un anno prima, ma stavolta per conto del Terzo Reich, che poté contare su quasi duemila operai nella sola fabbrica di Molsheim, di cui 150 prigionieri russi. Per la cronaca, durante questi anni così cupi, l'Alsazia venne di nuovo annessa forzatamente alla Germania. Ettore Bugatti, nel frattempo, si trasferì a Parigi, dove assieme ad alcuni ingegneri provò a imbastire alcuni progetti da sviluppare a guerra terminata. Tra questi progetti vi fu anche quello relativo a una vetturetta da 370 cm³ e un altro che prevedeva una vettura con motore da 1,5 litri sovralimentata mediante compressore. Ma intanto arrivarono altre pessime notizie: il patron della casa di Molsheim, infatti, aveva in precedenza contratto un enorme debito con la Banca Rurale di Strasburgo, un debito di ben 30 milioni di franchi francesi che non poté più onorare se non liquidando la sua fabbrica per metà del suo valore.

#### Il secondo dopoguerra: dal riavvio alla chiusura (1945-1963)
La guerra terminò: la Francia venne liberata e l'Alsazia tornò a far parte del Paese transalpino. La situazione sembrò risolta, ma lo stabilimento Bugatti di Molsheim venne sequestrato dalle autorità francesi ed Ettore Bugatti, che in tutti quei decenni aveva sempre mantenuto la cittadinanza italiana, venne considerato alleato della Germania. Ciò si tradusse in una causa che il fondatore dell'omonima fabbrica automobilistica intentò contro lo Stato francese. La sentenza di primo grado, datata 6 novembre 1946, fu decisamente a sfavore dell'imprenditore, ma nel giugno 1947, la sentenza di appello riconobbe tutte le ragioni all'industriale milanese, che poté così tornare a dirigere la sua azienda. Appena due mesi dopo, Bugatti s'ammalò di polmonite e in séguito a embolia rimase semiparalizzato; in pochi giorni morì senza aver neppure potuto riprendere realmente il comando della sua fabbrica. Gli eredi, ossia i cinque figli viventi di Ettore, tre con la prima moglie e due con la seconda, affidarono la direzione della fabbrica a Pierre Marco, da molti anni uno stretto collaboratore di Ettore Bugatti. Assieme a Marco si affiancò Roland Bugatti, l'ultimogenito di primo letto di Ettore, nato nel 1922. Il riavvio dell'azienda ebbe luogo inizialmente come sub-fornitrice di carpenteria metallica per conto terzi, fra i clienti della Bugatti vi furono la Marina Francese e la Citroën. Grazie a tale attività, nel 1951 si riuscì a tornare alla produzione di automobili con il lancio della Tipo 101, praticamente una Tipo 57 con carrozzeria più moderna, carrozzeria che comunque poteva essere allestita a discrezione dell'acquirente, come negli anni 1930. Tuttavia, le scarse risorse economiche della popolazione francese si tradussero in appena una manciata di esemplari venduti. Nel 1953 l'azienda cessò di produrre vetture stradali, ma non si arrese: nel 1956 venne realizzata la Tipo 251, con cui la casa di Molsheim tentò di sfondare in Formula 1, ma gli scarsi risultati ottenuti nella stagione 1956 fecero desistere i dirigenti aziendali, che oramai non erano più in grado di adeguarsi a un mercato dell'automobile radicalmente mutato. Vi fu la possibilità di realizzare due ultimi prototipi: la Tipo 251, una vettura sportiva, e la Tipo 451, una granturismo con motore da 4,5 litri; questi furono gli ultimi due lavori dell'Automobiles Ettore Bugatti. Nel 1963 la Hispano-Suiza, che nel frattempo si era convertita alla produzione di motori marini e aveva rilevato il controllo della fabbrica di Molsheim, decise la fine della produzione automobilistica. Di lì a poco l'azienda fu ribattezzata Messier-Bugatti; questa società del Groupe Safran è tuttora attiva e produce componenti per l'aeronautica negli stabilimenti di Molsheim. Quanto alla ricca collezione di auto nell'autorimessa di Ettore Bugatti, essa fu venduta a prezzo di saldo ai fratelli Schlumpf: queste vetture poi diventarono parte del museo dell'automobile di Mulhouse, il più grande al mondo.

### L'esperienza italiana: Bugatti Automobili (1987-1995)
Nel 1987 l'imprenditore Romano Artioli rilevò i diritti per la produzione di automobili con il marchio Bugatti e fondò insieme all'ingegner Paolo Stanzani (ex direttore generale e direttore tecnico della Lamborghini) la Bugatti Automobili S.p.A., nella quale Stanzani ricoprì il ruolo di Amministratore Unico e Direttore Tecnico fino al 1990. Dopo aver inizialmente valutato l'idea di basare l'azienda in Francia, la Bugatti Automobili SpA sorse a Campogalliano, nel cuore della Motor Valley, dove Stanzani riuscì a stabilire agevolmente i rapporti con i fornitori e a reclutare sia tecnici di esperienza con i quali aveva già collaborato in passato, sia giovani promettenti come l'ing. Maurizio Reggiani. Artioli e Stanzani acquisirono un terreno vicino all'autostrada del Brennero, e il cugino di Artioli, l'architetto Giampaolo Benedini, venne incaricato di progettare e dirigere la costruzione, dopo aver stabilito che questo nuovo stabilimento avrebbe dovuto essere caratterizzato da un design esterno assolutamente sopra le righe e contenuti funzionali di prim'ordine. Si trattò di uno stabilimento concepito secondo quello che era lo spirito originario di Ettore Bugatti all'epoca in cui aveva fondato la sua azienda e costruito la sua fabbrica. I lavori durarono un paio di anni e nel 1989 lo staff si trasferì dalla sede di Modena al nuovo stabilimento, che sancì anche l'inizio dei contrasti tra i due soci: Stanzani, in minoranza, non riuscì a imporre il suo piano di investimenti graduali, che vedeva la fabbrica crescere negli anni insieme al fatturato, come aveva già sperimentato con la Lamborghini. Mentre il primo prototipo marciante scendeva in pista, nel luglio del 1990 Paolo Stanzani venne estromesso da Romano Artioli per ulteriori insanabili divergenze sulla gestione delle finanze aziendali e su alcune decisioni strategiche.
La EB 110, vettura che avrebbe sancito la rinascita della Bugatti, sia pur in terra italiana, venne presentata il 15 settembre 1991, vale a dire esattamente 110 anni dopo la nascita di Ettore Bugatti, da cui la sigla numerica e le iniziali EB dello storico fondatore del marchio. Dotata di contenuti inediti per una supercar del suo stampo (trazione integrale, motore quadriturbo, telaio in fibra di carbonio realizzato dalla società francese Aérospatiale), la vettura divenne immediatamente un punto di riferimento nel suo segmento, anche per quanto riguardava il lusso, dal momento che arrivò a costare di base oltre 600 milioni di lire e oltre un miliardo di lire nella sua versione più accessoriata (nel 1993), la EB 110 SS, in grado fra l'altro di raggiungere una velocità massima di oltre 350 km/h.

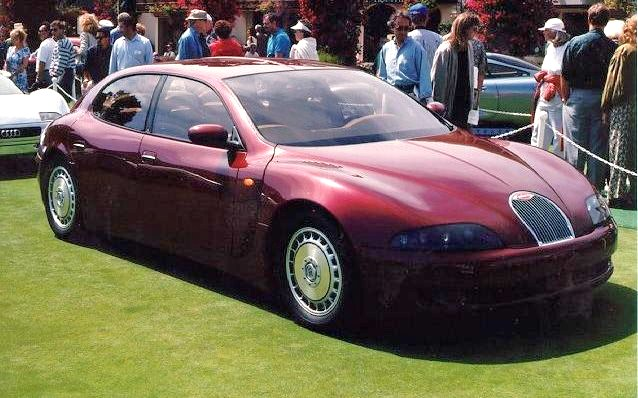
La EB 112, superberlina rimasta allo stadio di prototipo

Rimasto solo a capo dell'azienda, Artioli si permise anche il lusso di rilevare il marchio Lotus per riavviarne le sorti finanziarie. Oltre alle due supercar venne avviato anche il progetto relativo a una superberlina ad alte prestazioni dotata di un V12 da 6 litri e 460 CV. Tale vettura, denominata EB 112 e disegnata da Giugiaro, rimase però solo allo stadio di prototipo anche perchè già dal 1993 la situazione finanziaria ere critica: poche vetture vendute e alcuni fornitori non pagati, i quali cessarono le forniture. Le ingenti somme spese per lo stabilimento e per il suo mantenimento energetico, nonché gli elevati costi di produzione della EB110, e i numerosi investimenti intrapresi da Artioli per diversificare le attività e promuovere l'immagine dell'azienda (si menziona la cena di gala nel settembre 1991 presso l'Orangerie di Versailles per 1700 invitati), portarono ad una sovraesposizione finanziaria che portò tutte le società del gruppo Artioli al collasso. Nel 1995 la Bugatti Automobili venne dichiarata fallita dal Tribunale Fallimentare di Modena. Il giudice delegato e il curatore fallimentare avviarono nei confronti di Romano Artioli e degli altri membri del Consiglio di Amministrazione una procedura di responsabilità, rilevando negligenze e inadempienze nella gestione del patrimonio e dei bilanci. La procedura si concluse nel 1997 con un patteggiamento pari a 1.640.000.000 di lire.
All'asta fallimentare il costruttore tedesco Dauer Sportwagen si aggiudicò tutto il magazzino ricambi della casa e cinque telai completi, così da riprendere la produzione della EB 110 e commercializzare cinque vetture con il nome di Dauer EB 110. Anche l'ex collaboratore di Romano Artioli, il francese Jean-Marc Borel, acquistò dal Fallimento alcuni esemplari di EB110, macchinari e disegni tecnici e aprì la B-engeneering. I 220 dipendenti vennero pagati sino all'ultimo mese di lavoro, essendo creditori privilegiati, mentre i creditori chirografari vennero rimborsati al 32% circa. La Lotus venne venduta alla Proton, mentre Il marchio Bugatti fu venduto privatamente nel 1998 da Artioli alla Volkswagen.

### L'arrivo del Gruppo Volkswagen: Bugatti Automobiles (1998-2021)
Nel maggio del 1998, il gruppo Volkswagen acquistò i diritti legati al marchio Bugatti. Nel corso dello stesso anno fu presentato il prototipo EB118 al Paris Motor Show. L'anno seguente a Molsheim fu formata la società Bugatti Automobiles SAS, filiale di Volkswagen France. Per ereditare al massimo lo spirito dell'azienda di Ettore Bugatti, si scelse di utilizzare il vecchio impianto di Molsheim, accuratamente ristrutturato e ammodernato, mentre l'adiacente antica dimora della famiglia Bugatti divenne la sede legale della nuova Bugatti sotto la gestione del colosso tedesco.
Il gruppo Volkswagen rilanciò l'immagine con la supercar EB 16.4 Veyron (EB è l'acronimo di Ettore Bugatti), in vendita dal 2005 con un motore W16 (da qui il 16 nel nome e 4 le turbine) da 1001 CV dichiarati e 8.0 litri di cilindrata, dotata di trazione integrale e cambio sequenziale DSG a doppia frizione e 7 rapporti (più retromarcia).

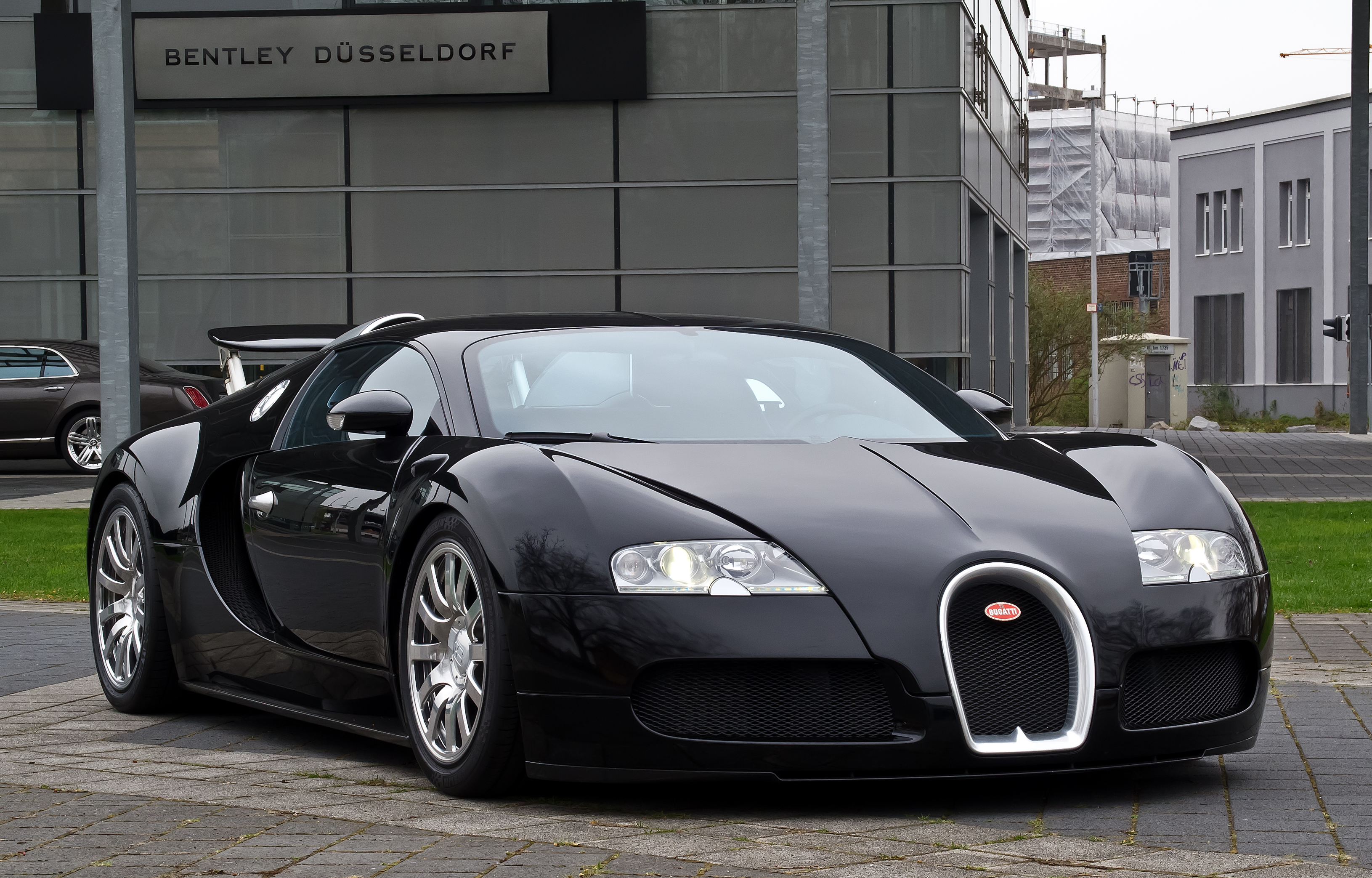
La Veyron del 2005

Al salone di Francoforte del 2007 fu presentata un'edizione limitata (5 esemplari) della Veyron denominata "Pur Sang", caratterizzata da cerchi forgiati di diversa foggia e dall'assenza di verniciatura (l'auto diventava bicolore grigio specchiato/nero, grazie alla combinazione di alluminio e carbonio usati per la carrozzeria), e da un prezzo ancora più esorbitante: attorno al milione e mezzo di euro.
Al concorso d'eleganza di Pebble Beach fu presentata la versione targa della Veyron 16.4, la Grand Sport, messa in vendita nell'aprile 2009 al prezzo di 1,4 milioni di euro. Le prestazioni erano simili alla versione coupé, ma in versione top-out la velocità si autolimitava automaticamente a 360 km/h, mentre l'accelerazione era invariata, sia in versione scoperta sia chiusa (0–100 km/h in 2,5 secondi). Sempre a Pebble Beach furono presentate nuove colorazioni per la Versione Speciale della Veyron FBG par Hermés, presentata nell'aprile 2008 al salone di Ginevra. Dopo la versione coupé iniziò la produzione e vendita dei 150 esemplari della Grand Sport; il primo esemplare fu venduto a 3 milioni di dollari all'asta del concorso di Pebble Beach.

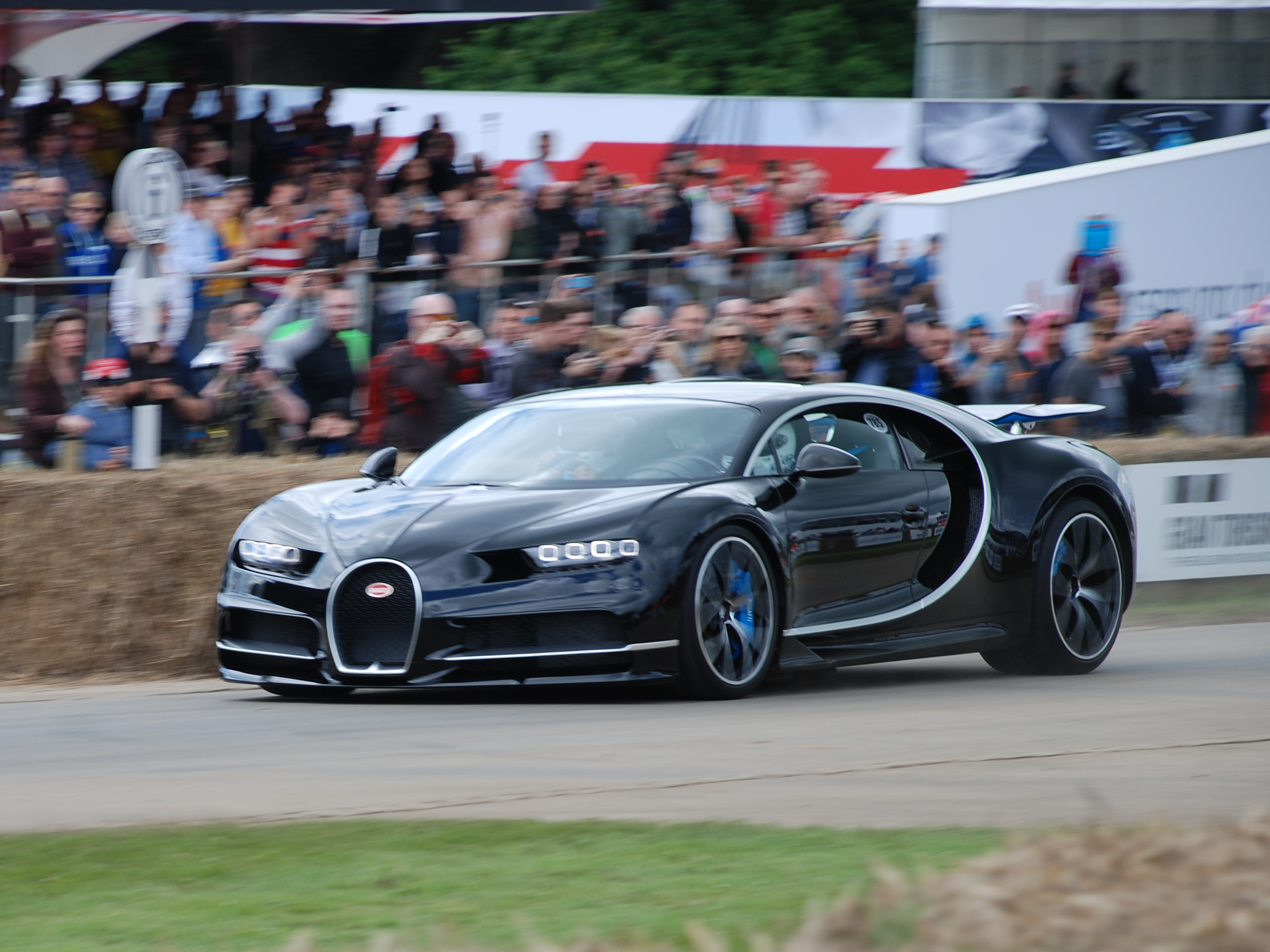
La Chiron del 2016

La produzione della Veyron ufficialmente terminò nel 2015, con il raggiungimento dei 450 esemplari previsti al lancio del 2005 e la presentazione al salone di Ginevra dell'ultimo esemplare della Veyron, la n. 450, una 16.4 Grand Sport Vitesse denominata "La Finale". Questa disponeva del W16 da 8.0 litri, che sviluppava 1 200 cavalli e 1 500 Nm di coppia massima e, vista la particolarità della vettura, prevedeva personalizzazioni esclusive che riguardavano, oltre l'abitacolo in pelle rossa e beige, pure gli esterni con alcuni pannelli della carrozzeria in trama rossa della fibra di carbonio a vista nonché il classico "elefante che danza" Bugatti posto sui cerchi e sul serbatoio, oltre il logo "La Finale" impresso sul frontale e sull'alettone posteriore.
Al salone dell'auto di Ginevra 2016 fu presentata la Bugatti Chiron, modello ad alte prestazioni, che sostituiva la Veyron. La vettura aveva 1 500 cavalli con una punta massima di 420 km/h per l'uso stradale; accelerava da 0 a 100 km/h in 2,5 secondi. La produzione, limitata a 500 unità, iniziò nel febbraio 2017.
I modelli prodotti, sotto la gestione Volkswagen, furono denominati con i cognomi dei migliori piloti delle vetture Bugatti da competizione dell'anteguerra: le denominazioni Veyron e Chiron sono omaggi ai piloti Pierre Veyron e Louis Chiron. Stesso discorso per la Divo, fuoriserie basata sulla Chiron e che richiama il pilota Albert Divo. Altro discorso per la concept Bugatti Galibier, il cui nome richiama una versione particolare della Tipo 57.

### Lajoint venturecon Rimac: Bugatti Rimac (2021-oggi)
Nel luglio 2021 viene formata la società Bugatti Rimac: una joint venture tra Porsche, marchio del gruppo Volkswagen, e Rimac Automobili, azienda croata fondata da Mate Rimac e specializzata in vetture elettriche ad alte prestazioni. La nuova società mista, con sede a Zagabria, vede Rimac quale azionista di maggioranza (55%), assumendo di fatto il controllo del marchio Bugatti, mentre Porsche conserva solo una minoranza di quota finanziaria (45%).

## Modelli
Elenco dei modelli con anno di produzione:

### Stradali
1900-1916
- Tipo 2-10 (1900-09)
- Tipo 13 (1910-26)
- Tipo 15 e 17 (1912-13)
- Tipo 19 (1911-16)

1919-1938
- Tipo 22 e 23 (1920-26)
- Tipo 30 (1922-26)
- Tipo 40 (1926-30)
- Tipo 41 Royale (1927-33)
- Tipo 43-49 (1927-36)
- Tipo 50 (1930-34)
- Tipo 55 (1932-35)
- Tipo 57 (1934-40)
- Tipo 57 Coupé Atlantic (1936-38)

1947-1965
- Tipo 73 e 101 (1947-65)

1987-1998
- EB 110 (1991-95)
- EB 110 Supersport (1993-95)

1998-oggi
- Veyron (2005-15)
- Chiron (2016-2022)
- Divo (2018)
- La Voiture Noire (2019)
- Centodieci (2019)
- Chiron Super Sport (2019)
- Bugatti Bolide (2021)
- Bugatti W16 Mistral (2022)

### Concept car e prototipi
- Bugatti - Diatto Avio 8C (1919)
- Tipo 28 (1921)
- Tipo 45 e 47 (1928-1930)
- Tipo 57 Coupé Aérolithe (1935)
- Tipo 64 (1939)
- Tipo 68 (1942-45)
- Tipo 251 (1956)
- Tipo 252 (1962)
- ID 90 (1990)
- EB 112 (1993)
- EB 118 (1998)
- EB 218 (1999)
- 18/3 Chiron (1999)
- 16 C Galibier Concept (2009)
- Bugatti Atlantic (2015)
- Bugatti Vision Gran Turismo (2015)

### Competizioni
- Tipo 16 e 18 (1912-17)
- Tipo 23 (1920-26)
- Tipo 29 e 30 (1922-26)
- Tipo 32 (1923)
- Tipo 35, 37 e 39 (1924-31)
- Tipo 50B e 50S (1930-34)
- Tipo 51, 53, 54 e 59 (1931-36)
- Tipo 73 e 251 (1947-65)
- EB 110 SS Le Mans (1994-95)